# Vpadina Melkaja
Koordinaten: 74° 18′ S, 68° 40′ O
Die Vpadina Melkaja (englische Transkription von russisch Впадина Мелкая Wpadina Melkaja, deutsch ‚Seichte Depression‘) ist eine Senke im Mac-Robertson-Land.
Russische Wissenschaftler benannten sie deskriptiv.